# Bitches Brew
Bitches Brew – album Milesa Davisa, nagrany między 19 a 21 sierpnia 1969 roku w Nowym Jorku. Wykorzystano na nim elektryczne instrumenty, m.in. gitarę i pianino.
Na liście najlepszych albumów jazzowych 1969 roku Piera Scaruffiego, autora A History of Jazz Music, album ten zajął 3. miejsce. Z kolei na jego liście najlepszych albumów jazzowych dekady lat 60. – miejsce 10. (na 70 pozycji).
W 2003 album został sklasyfikowany na 94. miejscu listy 500 albumów wszech czasów magazynu Rolling Stone.

## Skład zespołu studyjnego
- Miles Davis – trąbka
- Wayne Shorter – saksofon sopranowy
- Bennie Maupin(inne języki) – klarnet basowy
- Joe Zawinul – elektryczne pianino
- Larry Young – elektryczne pianino
- Chick Corea – elektryczne pianino
- John McLaughlin – gitara
- Dave Holland – kontrabas
- Harvey Brooks(inne języki) – gitara basowa
- Lenny White(inne języki) – perkusja
- Jack DeJohnette – perkusja
- Don Alias(inne języki) – perkusja, kongi
- Juma Santos(inne języki) – grzechotki, kongi (Jim Riley)
- Steve Grossman(inne języki) – saksofon sopranowy
- Herbie Hancock – elektryczne pianino
- Ron Carter – gitara basowa
- Khalil Balakrishna(inne języki) – sitar
- Bihari Sharma(inne języki) – tanpura, tabla
- Billy Cobham – perkusja, trójkąt
- Airto Moreira – cuica(inne języki), berimbau

## Lista utworów
Dysk 1
| 1. | "Pharaoh's Dance" (Joe Zawinul) | 20:06 |
|    |                                 |       |
| 2. | "Bitches Brew" (M. Davis)       | 24:59 |
|    |                                 |       |
|    |                                 | 45:05 |
|    |                                 |       |
Dysk 2
| 1. | "Spanish Key" (M. Davis)                             | 17:34 |
|    |                                                      |       |
| 2. | "John McLaughlin" (M. Davis)                         | 4:26  |
|    |                                                      |       |
| 3. | "Miles Runs The Voodoo Down" (M. Davis)              | 14:04 |
|    |                                                      |       |
| 4. | "Sanctuary" (Wayne Shorter)                          | 11:01 |
|    |                                                      |       |
| 5. | "Feio" (Wayne Shorter, ścieżka bonusowa w edycji CD) | 11:51 |
|    |                                                      |       |
|    |                                                      | 58:56 |
|    |                                                      |       |